# سامور (مركبة عسكرية)
سامور مدرعة تركية قادرة على العمل في بيئات متنوعة، وبإمكانها التحول إلى جسر عائم خلال أقل من دقيقة. يبلغ وزنها 36 طنا، وطولها 13 مترا.
صممت مدرعة «سامور» على يد مهندسين أتراك، وبإمكانيات محلية، وتتميز بالقدرة على التقدم في الماء وهي تحمل عربات عسكرية على ظهرها، مما يتيح تجاوز العوائق المائية بسهولة، وتحرك الوحدات بسرعة.
وبإمكانها أن تتحول إلى جسر اقتحام عائم لتساعد العربات المصفحة على تجاوز العوائق المائية أثناء العمليات العسكرية.
وتتمتع المدرعة، القادرة على التقدم في أعماق لا تستطيع العربات المصفحة الأخرى اقتحامها، بميزة التحول إلى وسائط أخرى، حيث من الممكن أن تترابط عدة مدرعات مع بعضها لتشكل جسرًا طويلًا، فضلًا عن قدرتها على التحول إلى عبّارة سريعة، عند الرغبة.
يبلغ طولها قرابة 13 مترًا، وارتفاعها نحو أربعة أمتار، ووزنها 36 طنًّا، أما تحولها إلى جسر عائم فلا يستغرق أكثر من دقيقة واحدة.